# Kathrin Lorenzen

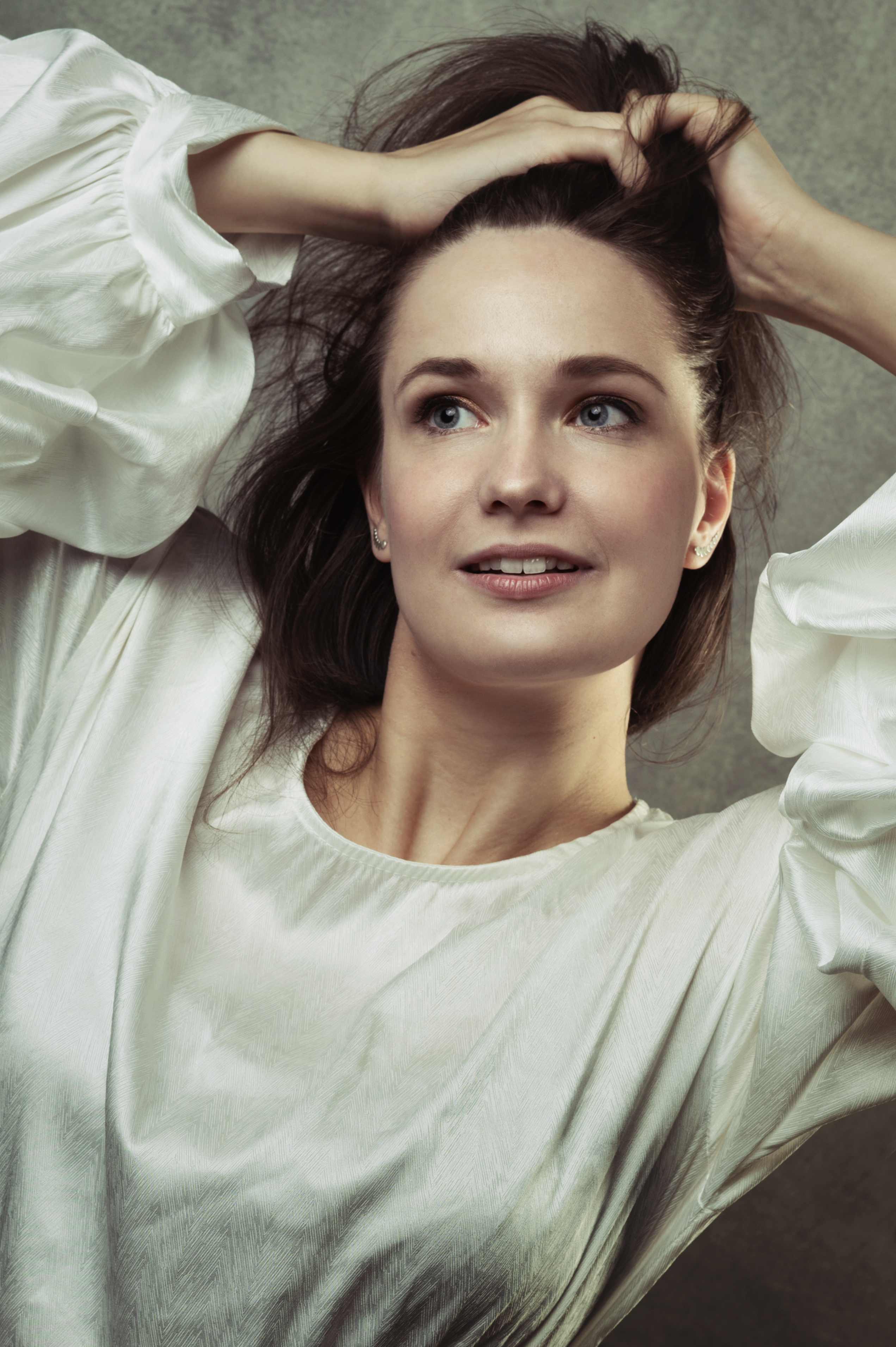
Kathrin Lorenzen

Kathrin Lorenzen, född 1994 i Flensburg, är en tysk sopran, verksam i Sverige. Hon sjunger sedan 2021 i Radiokören, som fast anställd medlem.

## Utbildning och karriär
Kathrin Lorenzen har en kandidatexamen i klassisk sång från Leipzig och Saarbrücken, och studerar 2024 till en master vid Kungliga Musikhögskolan i Stockholm. 
Hon har vunnit första pris vid den internationella Telemann-tävlingen i Magdeburg 2023, vann Kungl. Musikaliska Akademiens tävling Solistpriset januari 2024, och i juni 2024 tilldelades Lorenzen 2:a pris i den internationella Mirjam Helin-tävlingen i Helsingfors, i konkurrens med 485 sångare från 57 länder